# Shelley Winters
Shirley Schrift, más conocida como Shelley Winters (San Luis, Misuri, 18 de agosto de 1920-Beverly Hills, California, 14 de enero de 2006), fue una actriz estadounidense de cine, ganadora de dos premios Óscar como mejor actriz de reparto, por El diario de Ana Frank (1959) y A Patch of Blue (1965).
Participó en películas de géneros muy dispares; entre ellas se cuentan el western Winchester '73 y el clásico Lolita (1962) de Stanley Kubrick. Uno de sus papeles más populares fue en 1977 en la película Pedro y el dragón Elliot, en la que interpretaba a una señora con pinta de bruja mala. Además participó en la aclamada película La aventura del Poseidón.

## Biografía
Fue hija de Jonas Schrift, un diseñador de ropa masculina, y Rose Winter, una cantante. Sus padres eran judíos, su padre emigró de Austria y su madre nació en St. Louis de padres austriacos. Sus padres eran primos terceros.
Su familia se mudó a Brooklyn, Nueva York, cuando ella tenía 9 años, y creció en Queens, New York, también. De joven, trabajó como modelo. Su hermana Blanche Schrift se casó con George Boroff, quien era dueño del Circle Theatre (ahora llamado El Centro Theatre) en Los Ángeles. A los 16 años, Winters volvió a Los Ángeles, California, para más tarde retornar a Nueva York para estudiar actuación en the New School.

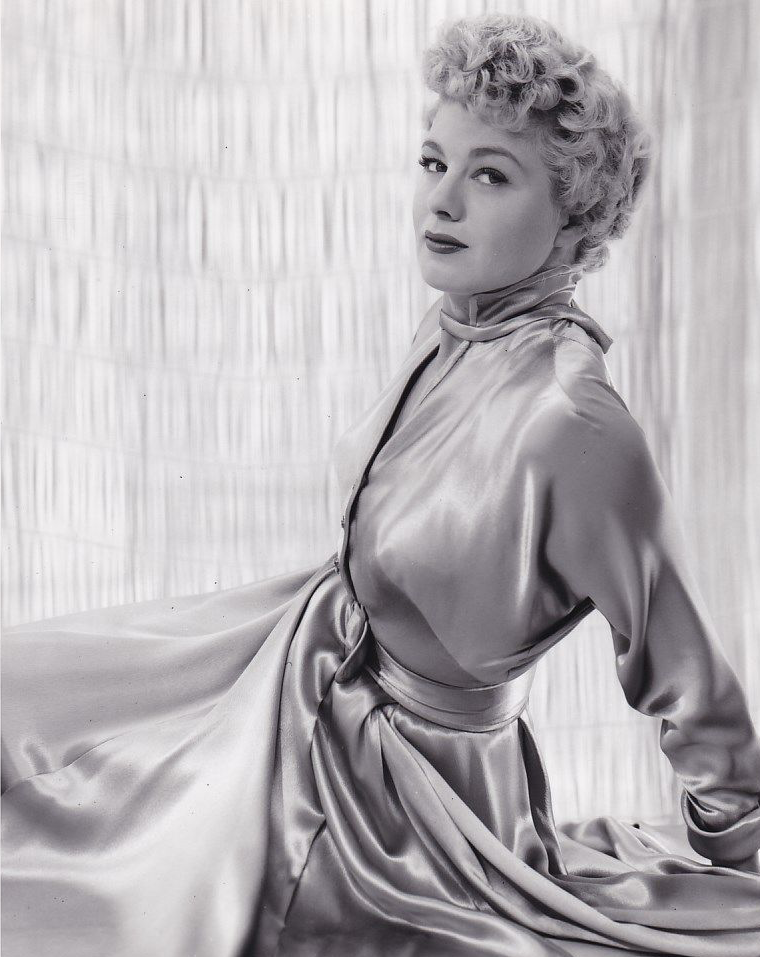
Winters en una imagen publicitaria de 1950.

Winters estuvo casada cuatro veces. Sus maridos fueron:
- El capitán Mack Paul Mayer, con quien se casó el 29 de diciembre de 1942 en Brooklyn;[7] y se divorciaron en octubre de 1948. Mayer no pudo llevar correctamente el "estilo de vida hollywoodiense" de Shelley y quería un "ama de casa tradicional" como esposa. Winters llevó su anillo de bodas hasta la muerte de ella, y mantuvo su relación muy privada.
- Vittorio Gassman, con quien se casó el 28 de abril de 1952 en Juárez;[8] se divorciaron el 2 de junio de 1954. Tuvieron una hija: Vittoria, nacida el 14 de febrero de 1953, una físico que practica medicina interna en el Norwalk Hospital de Norwalk.
- Anthony Franciosa, con quien se casó el 4 de mayo de 1957 y se divorciaron el 18 de noviembre de 1960.
- Gerry DeFord, con quien se casó el 13 de enero de 2006. Horas antes de su muerte, Winters se casó con él, habiendo convivido juntos desde hacía 19 años. Aunque su hija se opuso al matrimonio, la actriz Sally Kirkland llevó a cabo la ceremonia en el lecho de muerte de Winters.

Winters también tuvo un romance muy publicitado con Farley Granger que se convirtió en una amistad muy cercana. Protagonizó con él la película de 1951, Behave Yourself!, así como también la producción de 1957 de la novela de A. J. Cronin Beyond This Place.
Winters perteneció al Partido demócrata y asistió a convenciones del partido.
Se hizo amiga de la cantante Janis Joplin poco antes de que esta muriera en 1970.

## Filmografía
- What a Woman! (1943)
- The Racket Man (1944)
- Sailor's Holiday (1944)
- Knickerbocker Holiday (Pierna de plata, 1944)
- Cover Girl (Las modelos, 1944)
- She's a Soldier Too (1944)
- Together Again (1944)
- Tonight and Every Night (Esta noche y todas las noches, 1945)
- Dancing in Manhattan (1945)
- Escape in the Fog (1945)
- A Thousand and One Nights (Aladino y la lámpara maravillosa , 1945)
- The Fighting Guardsman (1946)
- Two Smart People (1946)
- Nueva Orleans (1947)
- Living in a Big Way (1947)
- The Gangster (1947)
- Doble vida, (1947)
- Killer McCoy (1947)
- Río Rojo (1948)
- Larceny (Aves de rapiña, 1948)
- Cry of the City (Una vida marcada, 1948)
- South Sea Sinner (1949)
- Take One False Step (Un paso en falso, 1949)
- El gran Gatsby, de Elliott Nugent (1949)
- Johnny Stool Pigeon (1949)
- Winchester '73 (1950)
- Frenchie, de Louis King (1950)
- The Raging Tide (1951)
- He Ran All the Way (Yo amé a un asesino, 1951)
- A Place in the Sun (Un lugar en el sol, 1951)
- Behave Yourself! (¡Pórtate bien!, 1951)
- Phone Call from a Stranger (Llama un desconocido, 1952)
- Meet Danny Wilson (1952)
- Denbow, Untamed Frontier, de Hugo Fregonese (1952)
- My Man and I (1952)
- Cash on Delivery (1954)
- Tennessee Champ (1954)
- Saskatchewan, de Raoul Walsh (1954)
- Playgirl, de Joseph Pevney (1954)
- La torre de los ambiciosos (Executive Suite) de Robert Wise (1954)
- Mambo, de Robert Rossen (1954)
- I Am a Camera, de Henry Cornelius (1955)
- The Night of the Hunter (La noche del cazador, 1955)
- The Treasure of Pancho Villa, de George Sherman (El tesoro de Pancho Villa, 1955)
- The Big Knife, de Robert Aldrich (1955)
- I Died a Thousand Times (1955)
- El diario de Ana Frank (1959)
- Odds Against Tomorrow, de Robert Wise (1959)
- Let No Man Write My Epitaph (1960)
- The Young Savages, de John Frankenheimer (Los jóvenes salvajes, 1961)
- Lolita (1962)
- The Chapman Report (Confidencias de mujer, 1962)
- The Balcony (1963)
- Wives and Lovers (1963)
- Gli indifferenti (1964)
- A House Is Not a Home (Una casa no es un hogar, 1964)
- The Greatest Story Ever Told (1965)
- A Patch of Blue/Un retazo de azul (1965)
- The Three Sisters (1966)
- Harper (Harper, investigador privado), de Jack Smight (1966)
- Alfie (1966)
- Enter Laughing (1967)
- The Scalphunters, de Sydney Pollack (Camino de la venganza, 1968)
- Wild in the Streets (El presidente (1968)
- Buona Sera, Mrs. Campbell/Buona sera, Sra. Campbell, de Melvin Frank (1968)
- Arthur? Arthur! (1969)
- The Mad Room (La habitación maldita, 1969)
- Bloody Mama, de Roger Corman (1970)
- How Do I Love Thee? (1970)
- Flap, de Carol Reed (El indio altivo, 1970)
- Whoever Slew Auntie Roo?, de Curtis Harrington (1971)
- What's the Matter with Helen? (¿Qué le pasa a Helen?, 1971)
- Something to Hide (La muchacha que llegó de la lluvia, 1972)
- The Poseidon Adventure (La aventura del Poseidón (1972)
- Blume in Love (1973)
- Cleopatra Jones (1973)
- The Devil´s Daughter (1973)
- Poor Pretty Eddy (1975)
- Journey Into Fear (1975)
- Diamonds (1975)
- That Lucky Touch (Un toque de suerte, 1975)
- La dahlia scarlatta (1976)
- Next Stop, Greenwich Village (Próxima parada: Greenwich Village, 1976)
- The Tenant (El quimérico inquilino, 1976)
- Mimi Bluette... Flower of My Garden (1977)
- Un burgués pequeño, pequeño (1977)[12]
- Black Journal (1977)
- Tentacles (1977)
- Gran bollito (1977)
- Pete's Dragon (1977)
- King of the Gypsies, de Frank Pierson (1978)
- The Visitor (1979)
- City on Fire (1979)
- The Magician of Lublin (1979)
- S.O.B. (1981)
- Looping (1981)
- Fanny Hill (1983)
- Ellie (1984)
- Over the Brooklyn Bridge (1984)
- Deja Vu (1985)
- Witchfire (1986)
- Very Close Quarters (1986)
- The Delta Force (1986)
- Marilyn Monroe: Beyond the Legend (1987) (documental)
- Purple People Eater (1988)
- An Unremarkable Life (1989)
- Superstar: The Life and Times of Andy Warhol (1990) (documental)
- Touch of a Stranger (1990)
- Stepping Out, de Lewis Gilbert (1991)
- The Pickle (1993)
- A Century of Cinema (1994) (documental)
- The Silence of the Ham (1994)
- Heavy (1995)
- Backfire! (1995)
- Jury Duty (1995)
- Mrs. Munck (1995)
- Raging Angels (1995)
- Retrato de una dama (1996)
- Gideon (1999)
- La bomba (1999)
- A-List (2004) (Cameo)

## Premios y distinciones
Premios Óscar
| Año  | Categoría               | Película                 | Resultado |
| ---- | ----------------------- | ------------------------ | --------- |
| 1952 | Mejor actriz            | Un lugar en el sol       | Nominada  |
| 1960 | Mejor Actriz de Reparto | El diario de Ana Frank   | Ganadora  |
| 1966 | Mejor Actriz de Reparto | A Patch of Blue          | Ganadora  |
| 1973 | Mejor Actriz de Reparto | La aventura del Poseidón | Candidata |